# 자무쓰시
자무쓰(중국어: 佳木斯, 병음: Jiāmùsī, 만주어: ᡤᡳᠶᠠᠮᡠᠰᡳ(Giyamusi), 중국조선어: 가목사시)는 헤이룽장성의 도시이다. 중국 최동단에 위치해 있으며 중국에서 가장 빨리 해가 뜨는 곳이다. 지명은 만주어로 역승(駅丞)을 의미한다. 헤이룽장성 동쪽의 경제, 문화의 중심지이다.

## 지리
헤이룽장성 북동부의 아무르강, 우수리강, 쑹화강이 합류하는 싼장 평원에 위치해 있다.
서쪽은 하얼빈, 이춘, 남쪽은 치타이허, 지시에 접하고, 가장 동쪽으로는 우수리강, 북쪽은 아무르강을 경계로 러시아 연해주나 하바로프스크, 비로비잔에 접해 있다.

## 역사
18세기말부터 "嘉木寺屯"이라는 이름으로 기록되었다. 신해 혁명뒤에는 한족 인구가 증가하면서 쑹화강 상류의 최대 도시로 발전했다. 만주국이 건국되면서 싼장성이 설치되었고, 싼장성의 성도가 되었다. 1937년에는 투먼 - 자무쓰 간에 철도가, 1940년에는 쑤이화 - 자무쓰 간에 철도가 개통되면서, 만주 일대의 농업 중심지로 발전했다. 1937년에는 시로 승격되었다.

## 행정 구역

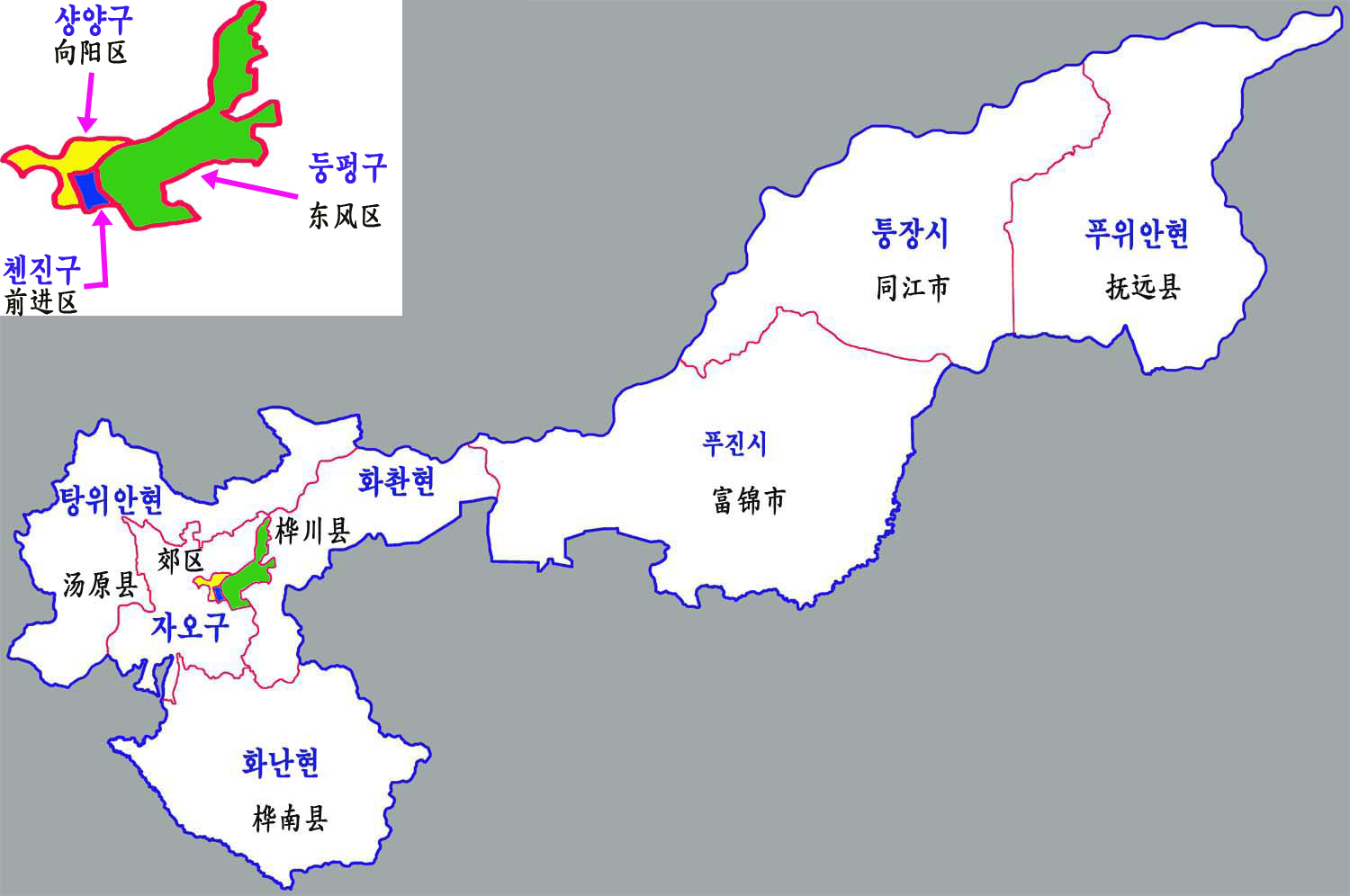
자무쓰시 현급구역

자무쓰에는 4개의 시할구, 3개의 현급시, 3개의 현이 있다.
시할구
- 첸진구(前进区)
- 샹양구(向阳区)
- 둥펑구(东风区)
- 자오구(郊区)

현급시
- 퉁장시(同江市)
- 푸진시(富锦市)
- 푸위안시(抚远市)

현
- 화촨현(桦川县)
- 화난현(桦南县)
- 탕위안현(汤原县)

## 교육
- 자무쓰 대학교 등 총 4개의 대학교가 1996년 새롭게 신설되었다.

## 기후
| 자무쓰시의 기후                                               | 자무쓰시의 기후 | 자무쓰시의 기후 | 자무쓰시의 기후 | 자무쓰시의 기후 | 자무쓰시의 기후 | 자무쓰시의 기후 | 자무쓰시의 기후 | 자무쓰시의 기후 | 자무쓰시의 기후 | 자무쓰시의 기후 | 자무쓰시의 기후 | 자무쓰시의 기후 | 자무쓰시의 기후 |
| 월                                                            | 1월             | 2월             | 3월             | 4월             | 5월             | 6월             | 7월             | 8월             | 9월             | 10월            | 11월            | 12월            | 연간            |
| ------------------------------------------------------------- | --------------- | --------------- | --------------- | --------------- | --------------- | --------------- | --------------- | --------------- | --------------- | --------------- | --------------- | --------------- | --------------- |
| 역대 최고 기온 °C (°F)                                        | 1.8 (35.2)      | 9.8 (49.6)      | 20.2 (68.4)     | 30.0 (86.0)     | 33.5 (92.3)     | 37.2 (99.0)     | 38.8 (101.8)    | 35.8 (96.4)     | 30.9 (87.6)     | 26.1 (79.0)     | 16.4 (61.5)     | 5.9 (42.6)      | 38.8 (101.8)    |
| 일평균 최고 기온 °C (°F)                                      | −11.8 (10.8)    | −6.4 (20.5)     | 2.2 (36.0)      | 13.0 (55.4)     | 20.8 (69.4)     | 25.3 (77.5)     | 27.7 (81.9)     | 26.0 (78.8)     | 21.1 (70.0)     | 11.9 (53.4)     | −0.8 (30.6)     | −10.6 (12.9)    | 9.9 (49.8)      |
| 일일 평균 기온 °C (°F)                                        | −17.9 (−0.2)    | −13.0 (8.6)     | −3.5 (25.7)     | 6.8 (44.2)      | 14.7 (58.5)     | 19.9 (67.8)     | 22.8 (73.0)     | 20.9 (69.6)     | 14.8 (58.6)     | 5.9 (42.6)      | −5.7 (21.7)     | −15.8 (3.6)     | 4.2 (39.5)      |
| 일평균 최저 기온 °C (°F)                                      | −23.3 (−9.9)    | −19.5 (−3.1)    | −9.6 (14.7)     | 0.4 (32.7)      | 8.3 (46.9)      | 14.5 (58.1)     | 18.1 (64.6)     | 16.1 (61.0)     | 8.7 (47.7)      | 0.0 (32.0)      | −10.6 (12.9)    | −20.5 (−4.9)    | −1.4 (29.4)     |
| 역대 최저 기온 °C (°F)                                        | −39.5 (−39.1)   | −35.2 (−31.4)   | −35.2 (−31.4)   | −11.9 (10.6)    | −6.0 (21.2)     | 3.8 (38.8)      | 8.7 (47.7)      | 5.4 (41.7)      | −3.2 (26.2)     | −17.0 (1.4)     | −28.4 (−19.1)   | −34.5 (−30.1)   | −39.5 (−39.1)   |
| 평균 강수량 mm (인치)                                         | 6.3 (0.25)      | 6.0 (0.24)      | 15.0 (0.59)     | 25.5 (1.00)     | 59.9 (2.36)     | 91.7 (3.61)     | 118.3 (4.66)    | 126 (5.0)       | 67.8 (2.67)     | 33.3 (1.31)     | 15.7 (0.62)     | 11.8 (0.46)     | 577.3 (22.77)   |
| 평균 강수일수 (≥ 0.1 mm)                                      | 6.0             | 4.7             | 6.7             | 8.2             | 11.4            | 12.9            | 13.3            | 12.9            | 10.2            | 7.4             | 6.2             | 7.5             | 107.4           |
| 평균 강설일수                                                 | 9.2             | 7.1             | 9.1             | 3.8             | 0               | 0               | 0               | 0               | 0               | 2.1             | 8.3             | 10.6            | 50.2            |
| 평균 상대 습도 (%)                                            | 68              | 63              | 58              | 53              | 56              | 69              | 77              | 80              | 72              | 63              | 63              | 68              | 66              |
| 평균 월간 일조시간                                            | 159.4           | 189.0           | 225.2           | 219.1           | 237.2           | 231.9           | 230.5           | 221.7           | 221.1           | 191.6           | 159.4           | 144.1           | 2,430.2         |
| 가능 일조율                                                   | 57              | 65              | 61              | 53              | 51              | 49              | 49              | 51              | 59              | 58              | 57              | 54              | 55              |
| 출처: 중국기상국 (평년값: 1991년~2020년, 극값: 1971년~2010년) |                 |                 |                 |                 |                 |                 |                 |                 |                 |                 |                 |                 |                 |

## 자매결연도시
- 일본
  - 야마가타현 니라사키시